# Geodia microspinosa
Geodia microspinosa är en svampdjursart som beskrevs av Wilson 1925. Geodia microspinosa ingår i släktet Geodia och familjen Geodiidae.
Artens utbredningsområde är havet kring Filippinerna. Inga underarter finns listade i Catalogue of Life.